# Vol Far Eastern Air Transport 103
Le vol Far Eastern Air Transport 103 est un vol intérieur régulier, reliant l'aéroport de Taipei Songshan à l'aéroport international de Kaohsiung, à Taïwan. Le 22 août 1981, le Boeing 737-222 s'est désintégré en vol et s'est écrasé près de la ville de Sanyi, dans le comté de Miaoli, tuant les 110 personnes à bord, dont la romancière japonaise Kuniko Mukōda. C'est le troisième accident aérien le plus meurtrier survenu sur le sol taïwanais.

## Avion

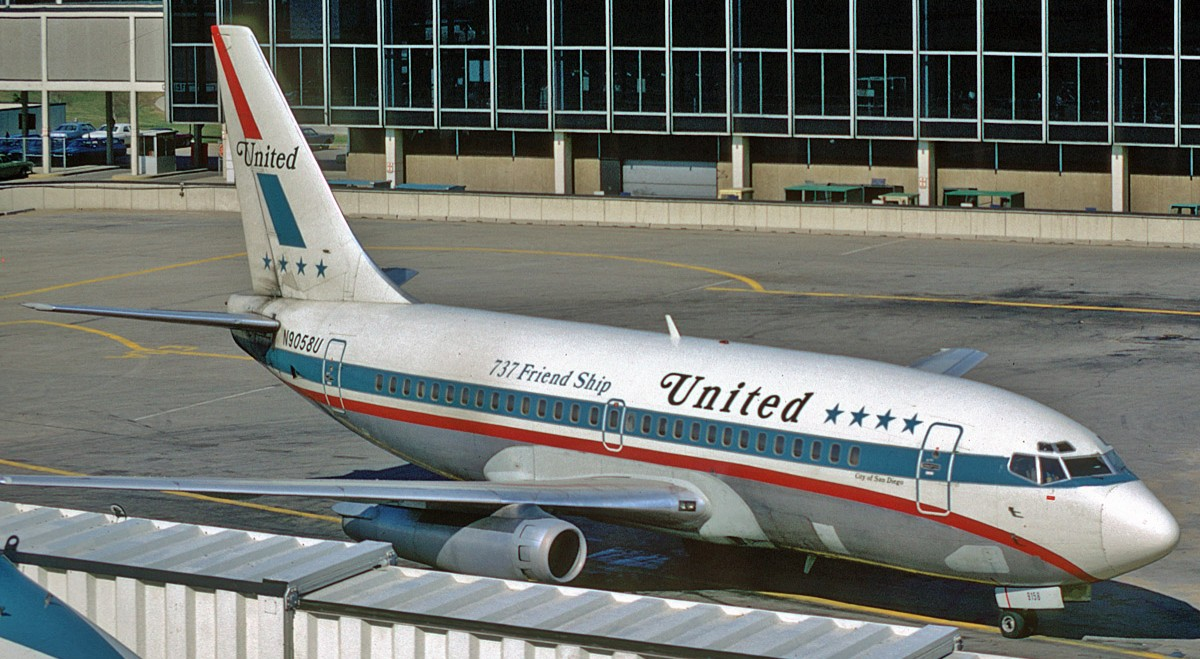
Le 737 impliqué dans l'accident, ici photographié en 1974, alors qu'il opérait pour United Airlines.

L'appareil impliqué, un Boeing 737-222, immatriculé B-2603 (numéro de série 19939/151) ; il a effectué son premier vol en 1969, puis a été livré à United Airlines, immatriculé N9058U et nommé « City of San Diego », avant d'être acquis par Far Eastern Air Transport en 1976.

## Accident
Dix-sept jours avant l'accident, le 5 août 1981, l'avion a subi une perte de pression dans la cabine, lors d'un vol reliant Taipei à Kaohsiung, à Taïwan, et plus tôt le jour de l'accident, il avait quitté l'aéroport de Songshan, mais l'équipage a interrompu le vol 10 minutes plus tard pour la même raison. Une fois les réparations effectuées, l'avion a de nouveau quitté l'aéroport de Songshan à destination de l'aéroport international de Kaohsiung. 
Environ 14 minutes après le décollage, l'avion a subi une décompression explosive et s'est désintégré en plein vol. Les débris de l'appareil ont été dispersés sur une zone de 6 km de long, située à environ 151 km au sud de Taipei. La section du cockpit a atterri près de Sanyi, dans le comté de Miaoli. D'autres débris ont atterri dans les villes de Yuanli, Tongluo et Tongxiao. Sur les 110 personnes à bord, un passager a été retrouvé vivant mais est décédé sur le chemin de l'hôpital.

## Victimes
| Nationalité | Passagers | Équipage | Total |
| ----------- | --------- | -------- | ----- |
| Taïwan      | 82        | 8        | 90    |
| Japon       | 18        | 0        | 18    |
| États-Unis  | 2         | 0        | 2     |

## Enquête
Bien que les premières spéculations aient indiqué que l'accident aurait été causé par un engin explosif, une enquête de la CAAC a conclu qu'une corrosion sévère avait entraîné une rupture de la structure inférieure du fuselage. 
La corrosion sévère était due aux nombreux cycles de vol (33 313 décollages/atterrissages) que l'avion avait subis et aux fissures produites qui n'avaient probablement pas été détectées par la maintenance au sol.

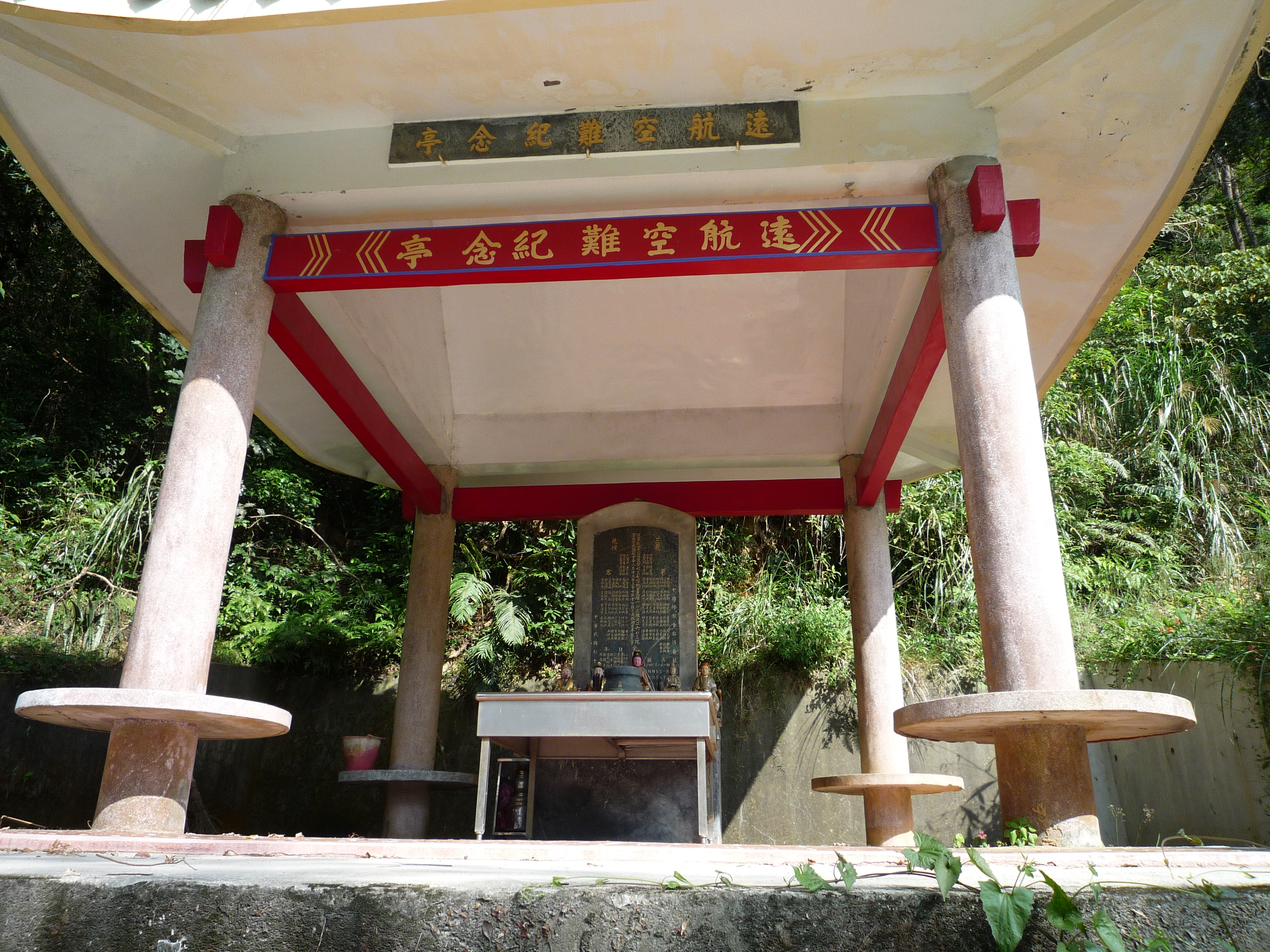
Cénotaphe en mémoire des victimes du vol 103.